# Ajax Farum
Ajax Farum var en håndboldklub fra Farum. Det var et samarbejde mellem Ajax København og Farum Håndbold Forening. 

## Historie
Samarbejdet var et holdfællesskab, organiseret i aktieselskabet Ajax Farum A/S. Samarbejdet startede godt og Ajax Farums herrehold rykkede første år op i ligaen. Holdet spillede i den flotte hal i Farum. Efter tre sæsoner valgte man at stoppe samarbejdet og Ajax København rykkede tilbage til Bavnehøj-Hallen. 